# Sharlene Cartwright-Robinson
Sharlene Cartwright-Robinson é uma política e advogada, Chefe de governo das Ilhas Turcas e Caicos, um território britânico ultramarino, de dezembro de 2016 a fevereiro de 2021. É a primeira mulher do território em dito cargo. Também foi a primeira mulher a se converter em chefe-adjunto de seu partido, o Movimento Democrático Popular.

## Biografia
Em 2006, ela se tornou Diretora Juvenil da União Batista das Ilhas Turks e Caicos.  Em 2012, ela também se tornou presidente do Departamento Juvenil da Caribbean Baptist Fellowship, tornando-se vice-presidente do Comitê Juvenil da Baptist World Alliance.
Ela era Chefe de governo das Ilhas Turcas e Caicos, um território britânico ultramarino, de dezembro de 2016 a fevereiro de 2021.